# Микола-Єронім Сенявський
Микола́-Єроні́м із Гранова Сеня́вський (або Микола Геронім; пол. Mikołaj Hieronim Sieniawski; 1645 — 15 грудня 1683) — військовий та державний діяч Речі Посполитої, один із найбільших магнатів. Граф на Шклові, Миші. Представник спольщеного українського шляхетського роду Сенявських гербу Леліва. Дід Миколи Василя Потоцького.

## Біографія

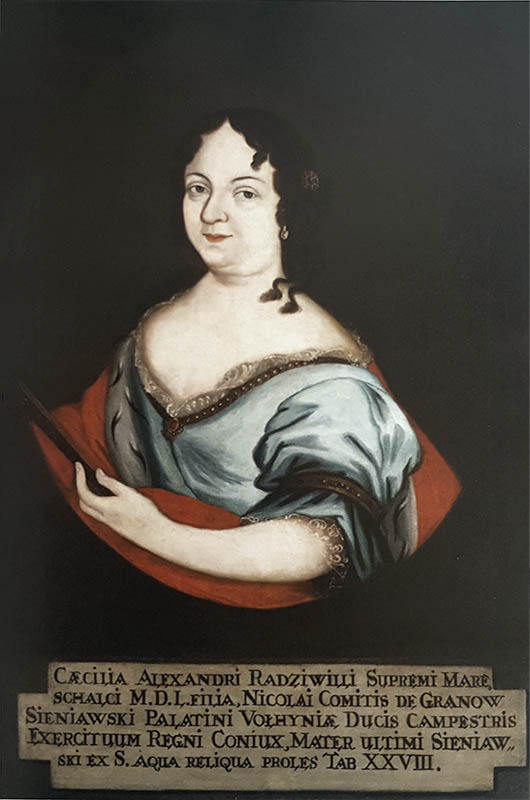
дружина

Син Адама-Єронима Сенявського, дід Миколи-Василя Потоцького (батько матері — Йоанни з Сенявських), зять маршалка великого литовського Александра Людвіка Радзивілла.
Навчався у Краківському університеті. Восени 1659 виїхав до Відня, де вивчав німецьку, латину в місцевому колегіумі єзуїтів. Його опікуном був Ст. Потоцький, який взимку 1665 порадив М. Сенявському здати Бережанський замок шведам.
Брав участь у воєнних діях проти українських козаків і кримських татар. Учасник Хотинської війни 1673 р. і походу короля Яна III Собеського у 1683 р. під Відень.
1675 р. за наказом короля Яна III осадив у замку Теребовлі залогу з 80-ти жовнірів регіменту львівського та щуровицького старости Яна Цетнера під командуванням капітана Яна Самуеля Хшановського перед його облогою. Маршалок Сейму Речі Посполитої в 1676 р.
Найпізніше з 1666 року почав хворіти (найчастіше як причину вказують подагру), погіршення настало наприкінці 1683 року. Помер: за даними щоденника королевича Якуба Собеського, 15 грудня в м. Любовлі; К. Несецький датував смерть 1684 р., М. Мацішевський вказував 17 січня 1684 р. Похорони відбулись у червні 1684 у Бережанах.

### Сім'я
Дружиною була Цецилія Марія Радзивілл, шлюб 3 грудня 1662. Батько:
- Адама Миколая Сенявського та двох доньок
- Йоанна — дружина Стефана Александера Потоцького; у Бібліотеці Чорторийських (Краків) зберігаються близько 500 листів її кореспонденції, з якої видно, що була сильною індивідуальністю, не позбавленою політичних амбіцій, які проводила, в основному, під керівництвом брата, часто супроти чоловіка[7]
- Теофілія — дружина Александра Яна Яблоновського (уклали шлюб у 1698 році[8]), у 1730 році — вдова, дідичка, зокрема, Моринців (нині Звенигородський район).[9]

### Посади
28 липня 1664 р. став стражником великим коронним завдяки протекції «Ревери» і Яна Собеського (с.137). волинський воєвода (з 1680 (або перед 15.2 1683) року), польний гетьман коронний (з 1682/29 січня або 8 лютого 1683 року). 1 (20) березня 1676 р. став маршалком надвірним коронним Староста львівський з 12 грудня 1679, рогатинський (отримав разом з дружиною від Анни Пшерембської 1669 року), радомський.

## Портрети

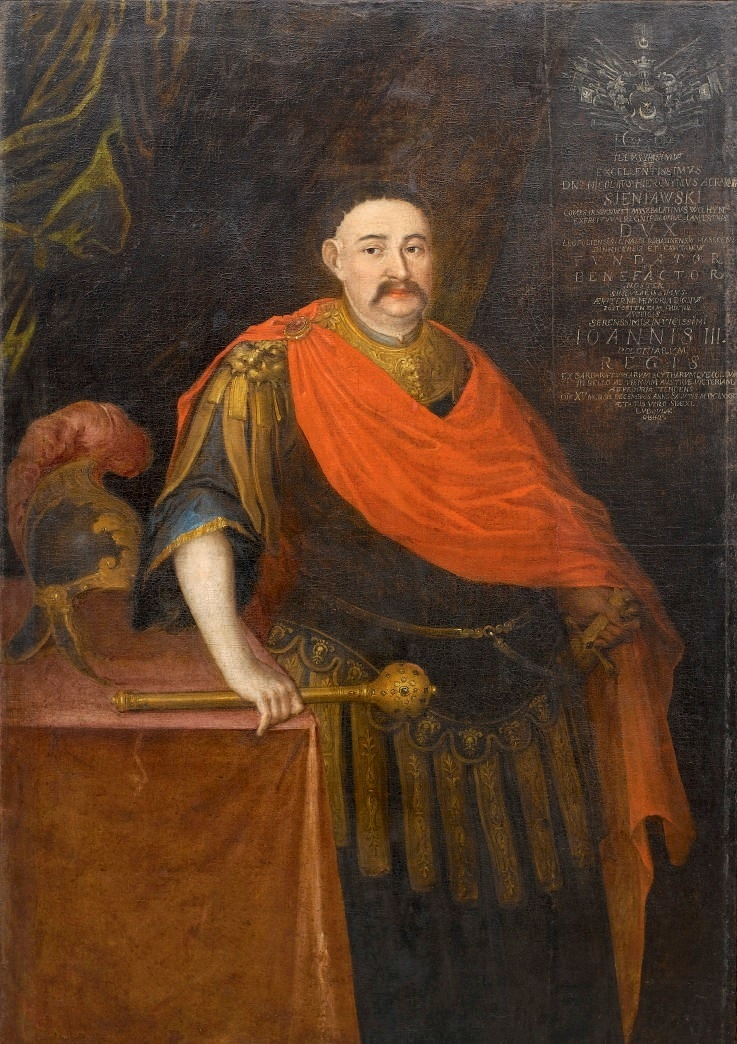
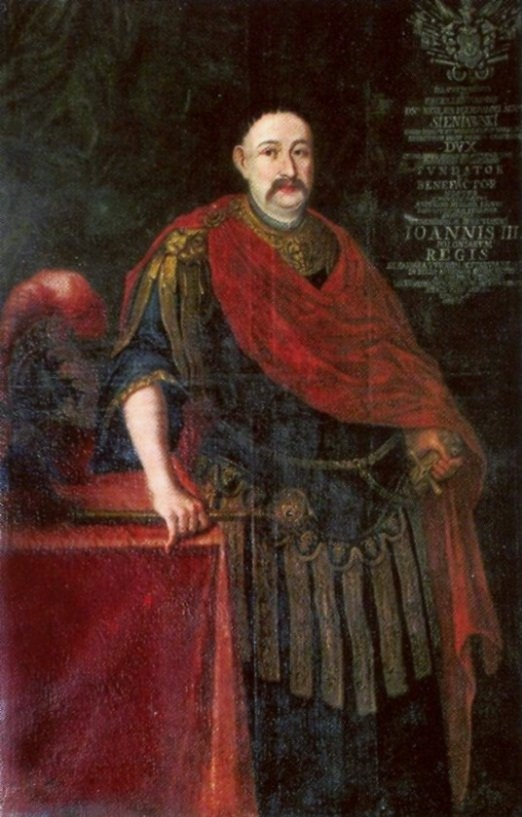
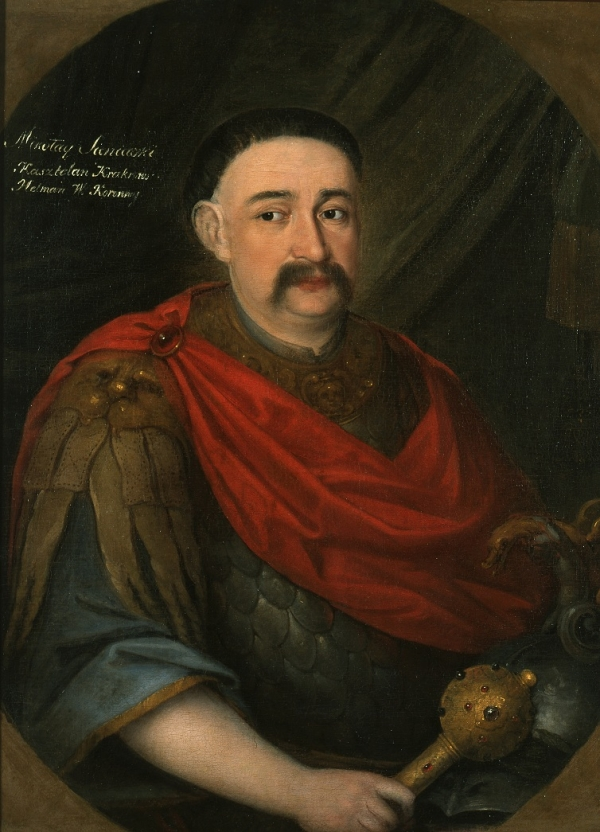
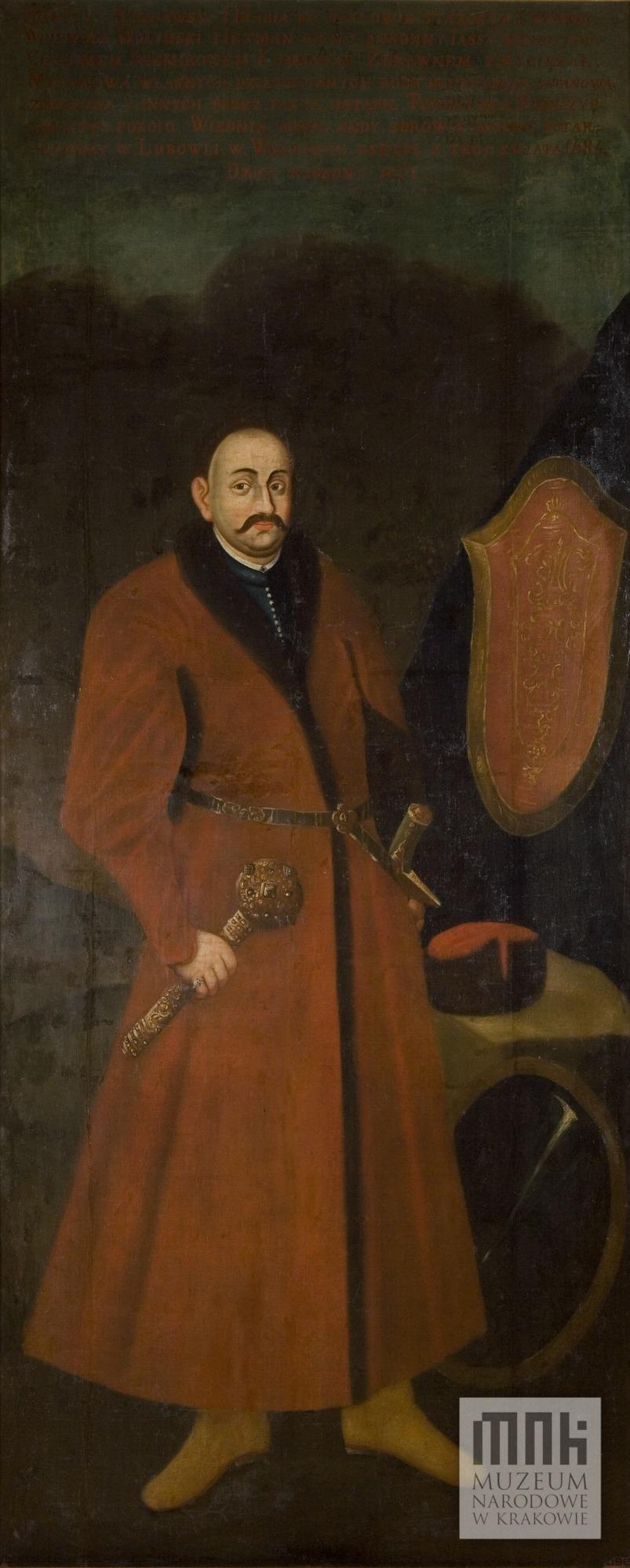
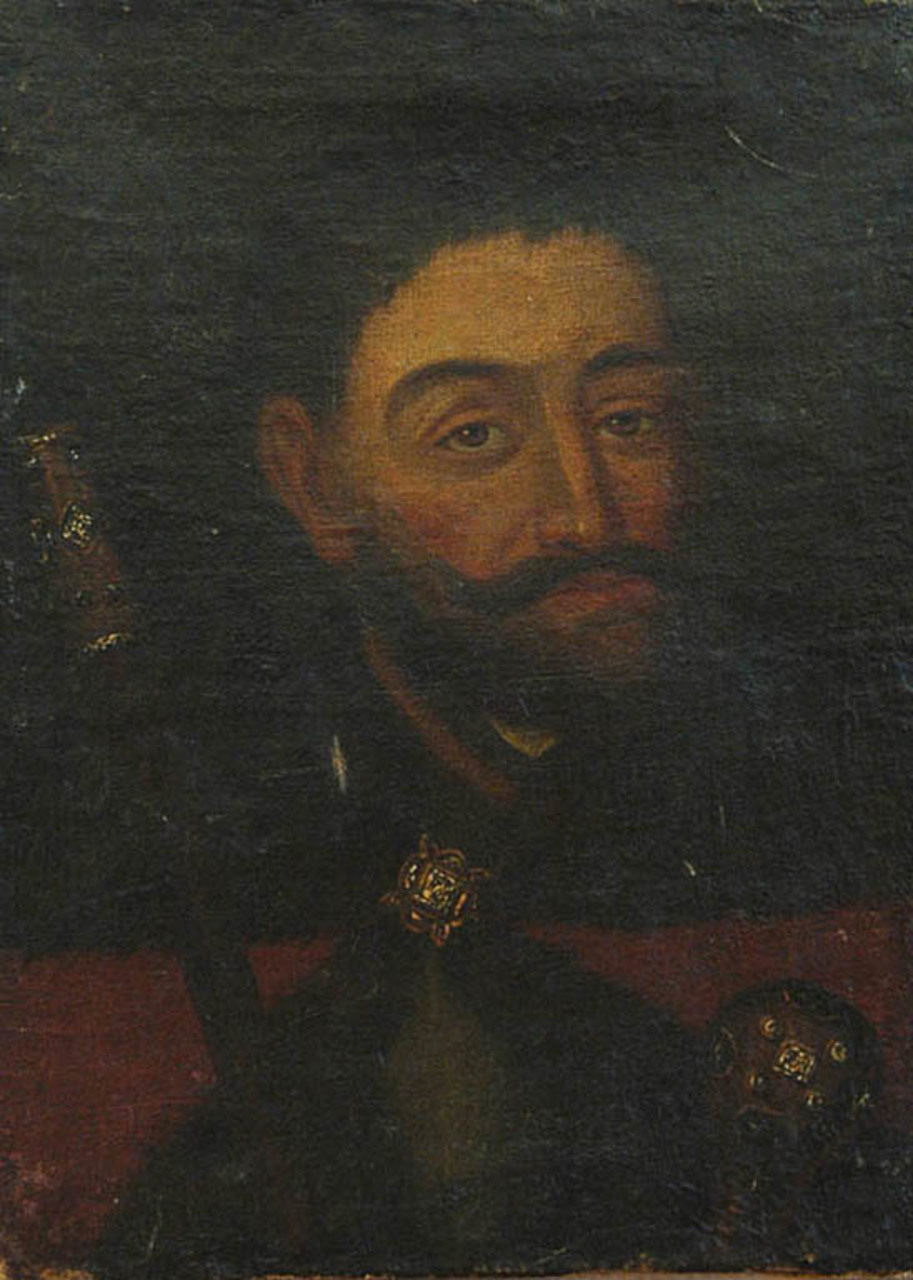
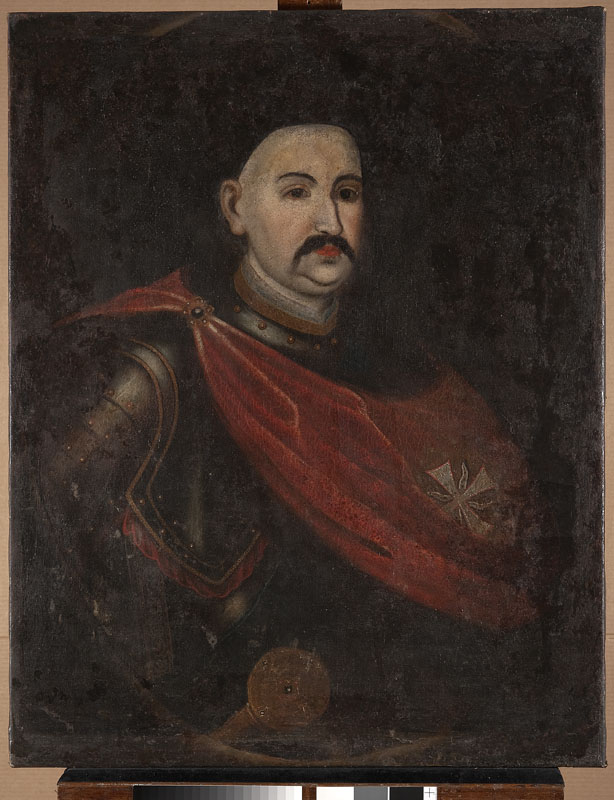
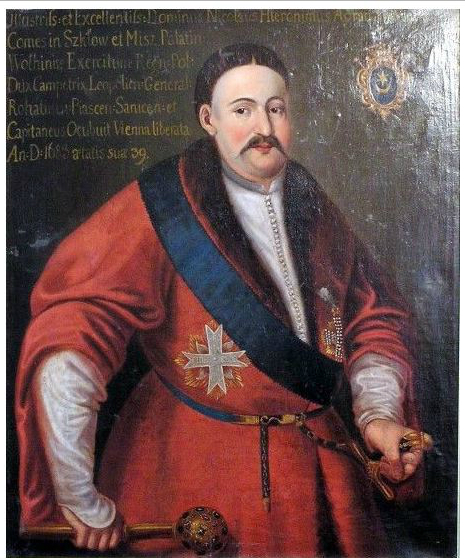
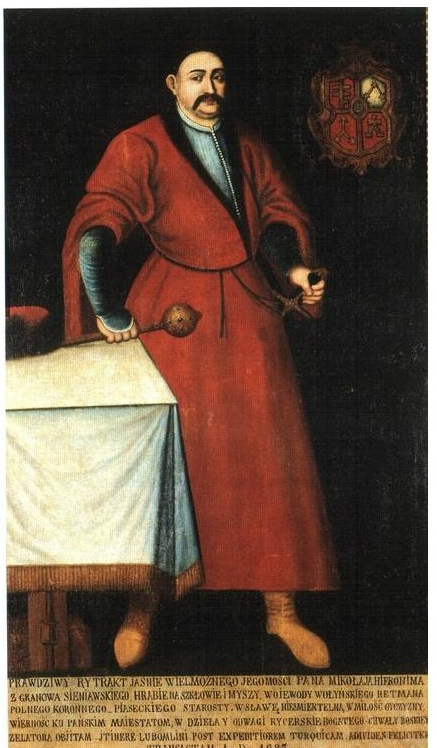

### Власність, фундації
- Головна резиденція — Бережани. Одідичив значні маєтки у Руському воєводстві (у тому числі «ключі» Сеняви (попередня назва Дибків; 1664-6 р. став закладати на терені села порт та містечко над Сяном), Олешиці, Дунаїв, Бурштин), Подільському (в тому числі Сатанів, Меджибіж, Стара та Нова Сеняви), в Брацлавському — Гранів, у ВКЛ — Шклов, Нова Миш.
- Ульріх фон Вердум вказував, що був власником Перемишлян.[15]
- Сприяв модернізуванню, фортфікування Бережан, Меджибожа. Часто перебував у Новому Дзікові, Гологорах, пізніше Сеняві (сеймова конституція 1676 р., повторно 1678 р. звільнила на 20 років від податків).
- Куропатники та Шоломків (коло Бережан) віддав в оренду під заставу Яну Бжуховському — дідичу Яснища та Кутища в Львівській землі; 1664 року після його смерті було проведено синами Францішеком і Станіславом Бжуховськими поділ спадку, за яким їх отримав Францішек,[16] по його смерті Куропатники — сини Юзеф Антоній, Марцін Домінік.[17]

### Меценат
Надавав кошти для львівського кляштору бернардинів, вони були його сповідальниками. 21 липня 1683 р. зобов'язався закінчити будову бернардинського костелу св. Миколая та кляштору в Бережанах (закінчив будову його син). 1673—1682 було збудовано костел і кляштор домініканців-обсервантів у Сеняві. 1683 р. дав дерево для будівництва церкви у Бережанах. Його коштом було проведено реставрацію Низького замку Львова.